# Шеринг, Эрнст Кристиан Фридрих
Эрнст Кристиан Фридрих Шеринг (нем. Ernst Christian Friedrich Schering; 31 мая 1824, Пренцлау — 27 декабря 1889, Шарлоттенбург) — немецкий аптекарь и предприниматель в области химической промышленности.

## Ранние годы
Шеринг был младшим из пяти детей в семье трактирщика. Его родители мечтали, чтобы он стал аптекарем. Одному из его старших братьев удалось стать советником юстиции. Сам Шеринг непременно хотел стать лесником, потому что он считал работу фармацевта вредной для здоровья, а открытие аптеки требовало больших вложений. Когда он наконец поддался давлению своей семьи, то потребовал обучения в аптеке Apulius’schen — лучшей аптеке Берлина. После учёбы он работал помощником аптекаря в разных аптеках, в том числе и в Берлине. Там он учился фармации с 1848 года. 6 августа 1850 он выпустился, получив диплом фармацевта 1 класса, после чего смог управлять аптекой в Берлине.

## Карьера
В 1851 году Шеринг купил аптеку Schmeisser’sche Apotheke на Chausseestrasse недалеко от Ораниенбургских ворот (нем. Oranienburger Tor) на северной окраине Берлина на тот момент (сегодня это округ Берлина Berlin-Mitte), которую он вскоре переименовал в «Зеленую аптеку» из-за своей любви к природе. В том же доме в то время он жил со своей семьёй. Начиная с 1854 года, в небольшой лаборатории за его торговым залом, он пытался изготовить фармацевтические препараты без примесей, которые не должны были вредить здоровью пациентов. Он также синтезировал реактивы высокой чистоты, необходимые для нужд развивающейся фотосъёмки. Примерно в 1865 году он присоединился к Société française de Wothlytypie и получил лицензию на проявку изображений по новому процессу Wothlytypie с использованием специальных реактивов.
В это время не было никаких стандартизированных рецептов и технологий в химии и фармации, каждый фармацевт использовал свои методы, напоминающие алхимию. На Всемирной выставке в Париже в 1855 году он представил свои «чистые фармацевтические препараты» и получил серебряную медаль. Из-за большого спроса в том же году он начал развивать химическое производство отдельно от аптеки, для чего 21 сентября 1864 года под управлением компании Chemische Fabrik Ernst Schering он получил разрешение от государства на строительство завода на территории по адресу Müllerstrasse 171 в Берлин-Wedding. В 1867 году Эрнст Шеринг был одним из основателей Немецкого химического общества, казначеем которого он был до 1880 года. Он позволил придворному фотографу Джейкобу Вотли изготавливать фотохимикаты в своей лаборатории. Во время франко-прусской войны 1870—1871 гг. компании Шеринга было поручено снабжать армию медикаментами, за что Эрнст Шеринг получил титул Kommerzienrat и ему было позволено преобразовать свою компанию в акционерное общество под названием Chemische Fabrik auf Actien (ранее E. Schering). Позднее название сменилось на Schering AG. Между тем аптекой стал управлять сын Ричард Шеринг, и в 1881 году она была переименована в R. Schering Fabrik chem.-pharmaz. Präparate. Она была экспроприирована в советской оккупационной зоне в 1946 году и перенесена в Любек, где продолжает существовать в семейной собственности как Blücher-Schering GmbH & Co. и производить товары для аптек.

## Поздние годы
В своей компании Эрнст Шеринг ещё до принятия законодательных норм практиковал социальное обеспечение своих работников. Фонд бесплатной помощи (фонд медицинского страхования) был учрежден ещё в 1876 году, пенсионный фонд государственных служащих и рабочих — в 1879 году, а фонд для вдов и сирот — в 1892 году. Его сомнения по поводу опасности профессии были подтверждены появлением продолжительных проблем со здоровьем, которые вынудили его уйти из управления и перейти в наблюдательный совет своей компании в 1882 году.
Эрнст Шеринг умер в Шарлоттенбурге в 1889 году в возрасте 65 лет. Он был похоронен на семейном захоронении на берлинском III кладбище общины Иерусалимской и Новой церкви перед Hallescher Tor. На месте захоронения сохранилось решетчатое ограждение. Чёрное гранитное надгробие Эрнста Шеринга с бронзовым медальоном с портретом умершего в профиль — работа Густава Ландгреба.
В Берлине об Эрнсте Шеринге напоминают: улица Scheringstraße (названа в 1894), средняя школа Эрнста Шеринга (Ernst-Schering-Oberschule, названа в 1984) и мемориальная доска на доме на Müllerstraße 170 (с 1988 года), а также всё в районе Wedding (округ Berlin-Mitte). В 1968 году его именем была названа улица Scheringgasse в районе Пенцинг в Вене (14-й округ).
В 1991 году Исследовательский фонд «Schering Forschungsgemeinschaft» учредил Премию Эрнста Шеринга в размере 50 000 евро, которая ежегодно присуждается с 1992 года за выдающиеся новаторские научные работы в области фундаментальных научных исследований, особенно биологии, медицины и химии. С 2003 года награду вручает Schering-Stiftung Архивная копия от 29 мая 2018 на Wayback Machine.